# Mary Richardson
Pour les articles homonymes, voir Richardson.
Mary Raleigh Richardson (née en 1889, morte le 7 novembre 1961) était une suffragette canadienne militante pour l'obtention du droit de vote des femmes dans les années 1910-1930 au Royaume-Uni. D'abord d'orientation communiste, Richardson devient quelques années une figure de la British Union of Fascists, en tant que responsable de sa section féminine. Elle quitte rapidement ce mouvement, déçue de son manque de sincérité sur la question des femmes, et se retire des activités militantes.

## Biographie
Elle rejoint le mouvement féministe après avoir été témoin des événements du Vendredi noir de 1910, quand des militantes furent frappées par des policiers et des passants lors d'une manifestation interdite par les autorités.
Considérée comme l'une des plus importantes suffragettes, elle a été arrêtée neuf fois en deux ans et a été nourrie de force au cours d'une grève de la faim. La cheffe de la WSPU Emmeline Pankhurst lui a remis une médaille pour la féliciter. Elle a aussi essayé de persuader l'évêque de Londres de soutenir le vote des femmes et a présenté une pétition au roi George V en sautant sur le marchepied de son carrosse.
Elle est devenue particulièrement célèbre le 10 mars 1914, après avoir vandalisé au hachoir la toile de Velasquez Vénus à son miroir, dans la National Gallery de Londres, y laissant sept entailles. Elle voulait protester contre le fait qu'Emmeline Pankhurst était alimentée de force en prison. Elle est alors surnommée « Mary la casseuse ». Ce genre d'actions médiatiques avait pour objectif d'attirer l'attention de la presse et le soutien du public à la cause du suffrage féminin ; il faut cependant noter que la majorité des associations militant pour le droit de vote des femmes refusait l'action violente.
Dans les années 1920, elle rejoint Sylvia Pankhurst dans le quartier londonien d'East End et travaille avec elle pour créer un « couvent d’obédience communiste à vocation sociale et religieuse ».
Elle se présente quatre fois aux élections législatives sous l'étiquette du Parti travailliste (1922, 1924, 1926 et 1931). Elle rejoint ensuite le New Party de l'homme politique d'extrême droite Oswald Mosley puis la British Union of Fascists (BUF) en 1934, dont elle devient l'une des responsables de la branche féminine. Elle y reste pendant plus d'un an. Deux autres figures suffragettes ont également rejoint le parti fasciste, Mary Sophia Allen, et Norah Elam.
Elle publie son autobiographie Laugh a Defiance en 1953, n'évoquant pas son passé fasciste.